# Hampshire County Cricket Club
Le Hampshire County Cricket Club est un club de cricket anglais qui représente le comté traditionnel du Hampshire. C'est l'une des dix-huit équipes qui participent aux principales compétitions anglo-galloises. Elle porte le nom de Hampshire Hawks pour les compétitions de limited overs cricket. Fondé en 1863, le club participe pour la première fois au County Championship en 1895. Il a remporté la compétition deux fois depuis, en 1961 et 1973. Il joue la plupart de ses matchs à domicile au Rose Bowl.

## Palmarès
Trophées remportés par l'équipe première :
- County Championship (2) : 1961, 1973
- Pro40 et prédécesseurs (3) : 1975, 1978, 1986
- Friends Provident Trophy et prédécesseurs (2) : 1991, 2005
- Twenty20 Cup : aucun titre.
- Benson & Hedges Cup (2) : 1988, 1992

Trophées remportés par l'équipe réserve :
- Second XI Championship (2) : 1967, 1971, 1981, 1995, 2001
- Second XI Trophy : 2001
- Minor Counties Cricket Championship : aucun titre.